# Portea
Portea  es un género de plantas con flores de la familia Bromeliaceae, subfamilia Bromelioideae, son nativos de la costa atlántica de Brasil.    Comprende 11 especies descritas y de estas, solo 8 aceptadas.

## Taxonomía
El género fue descrito por Brongn. ex C.Koch y publicado en Index Seminum (Berlin) 1856: App. 7. 1857. La especie tipo es: Portea kermesina K. Koch 
Etimología
Portea: nombre genérico otorgado en honor del Dr. Marius Porte, naturalista francés.

## Especies aceptadas
A continuación se brinda un listado de las especies del género Portea aceptadas hasta octubre de 2013, ordenadas alfabéticamente. Para cada una se indica el nombre binomial seguido del autor, abreviado según las convenciones y usos.
- Portea alatisepala Philcox
- Portea filifera L.B. Smith
- Portea fosteriana L.B. Smith
- Portea grandiflora Philcox
- Portea kermesina K. Koch
- Portea nana Leme & H. Luther
- Portea orthopoda (Baker) Coffani-Nunes & Wanderley
- Portea petropolitana (Wawra) Mez

## Cultivares
- Portea 'Helga Tarver'
- Portea 'June'